# Avdira (Gemeindebezirk)
Avdira (griechisch Άβδηρα (n. pl.)) ist seit 2011 ein Gemeindebezirk der gleichnamigen Gemeinde in der nordostgriechischen Region Ostmakedonien und Thrakien. Er ging 2011  aus der seit bestehenden gleichnamigen Gemeinde hervor und ist in vier Ortsgemeinschaften untergliedert.

## Lage
Der Gemeindebezirk Avdira liegt im Süden der gleichnamigen Gemeinde am Ägäischen Meer. Nördlich grenzt Vistonida an und westlich die Gemeinde Topiros. Der Vistonida-See liegt im Osten.

## Verwaltungsgliederung
Die Gemeinde Avdira wurde im Zuge der Gemeindereform 1997 aus den Landgemeinden Avdira, Mandra, Myrodato und Nea Kessani gebildet. Die Fusion mit drei Nachbargemeinden zur neuen Gemeinde Avdira wurde nach der Verwaltungsreform 2010 durchgeführt, wo sie seither einen Gemeindebezirk bildet und in vier Ortsgemeinschaften untergliedert ist.
| Ortsgemeinschaft | griechischer Name              | Code     | Fläche (km²) | Einwohner 2011 | Dörfer und Siedlungen                                                 |
| ---------------- | ------------------------------ | -------- | ------------ | -------------- | --------------------------------------------------------------------- |
| Avdira           | Τοπική Κοινότητα Αβδήρων       | 06020201 | 60,139       | 1473           | Avdira, Giona, Lefkippos, Pedikes Kataskinosi, Pezoula, Skala Avdiron |
| Mandra           | Τοπική Κοινότητα Μάνδρας       | 06020202 | 31,950       | 0506           | Mandra                                                                |
| Myrodato         | Τοπική Κοινότητα Μυρωδάτου     | 06020203 | 18,747       | 0492           | Myrodato, Erodios                                                     |
| Nea Kessani      | Τοπική Κοινότητα Νέας Κεσσάνης | 06020204 | 51,508       | 0455           | Nea Kessani, Lagos, Loutra Potamias, Potamia                          |
| Gesamt           | Gesamt                         | 060202   | 162,344      | 3341           |                                                                       |